# ブラー峡谷
ブラー峡谷（ぶらーきょうこく、Buller Gorge）はニュージーランド、南島の北西部にある峡谷である。ブラー川が形成する深い渓谷で、ブラー川のマーチソンとウエストポートの間にある。
この峡谷のもっとも印象的な場所は、イナンガフア・ジャンクションのすぐ下流部である。
ハイウェイ6号線は併走しているが、この峡谷のかなり上の方である。
- この項目はw:Buller Gorgeの翻訳により作成されました。